# José Luis Villanueva
Pour les articles homonymes, voir Villanueva.
José Luis Villanueva Ahumada (né le 5 novembre 1981) est un footballeur chilien qui joue comme attaquant avec l'Universidad Católica.

## Carrière

### En club
- 2001-2005 : Palestino  Chili
  - 2001-2002 : Deportivo Temuco (prêt)  Chili
  - fév.2004-2004 : Cobreloa (prêt)  Chili
  - 2004-2005 : Universidad Católica (prêt)  Chili
- 2005-2006 : Racing Club  Argentine
- 2006-jan. 2007 : Monarcas Morelia  Mexique
- jan. 2007-déc. 2007 : Ulsan Hyundai Horang-i  Corée du Sud
- jan. 2008-2008 : Vasco da Gama  Brésil
- 2008-2010 : FC Bunyodkor  Ouzbékistan
- 2010-déc. 2010 : Tianjin TEDA  Chine
- depuis jan. 2011 : Universidad Católica  Chili